# La Maison au soleil
Pour plus de détails, voir Fiche technique et Distribution.
La Maison au soleil est un film français réalisé par Gaston Roudès, sorti en 1929.

## Fiche technique
- Titre : La Maison au soleil
- Réalisation : Gaston Roudès
- Scénario : d'après le roman de Raymond Clauzel[1]
- Pays d'origine :  France
- Production : Franco-Film
- Date de sortie : France - 30 août 1929

## Distribution
- France Dhélia : Madeleine
- Gaston Jacquet : Marcel Pignaire
- Georges Melchior : Gérard Goël
- Annie Grazia : Janic
- Jane Loury
- Henri Bosc